# فاید ایدین
فاید آیدین (انگلیسی: Faith Idehen؛ زادهٔ ۵ فوریهٔ ۱۹۷۳) ورزشکار دو و میدانی اهل نیجریه است.